# Artemio González García
Artemio González García (Arandas, Jalisco, 19 de marzo de 1932-Guadalajara, Jalisco, 9 de junio de 2025) fue un poeta, dramaturgo y narrador mexicano.

## Biografía
Artemio González García nació en la ciudad de Arandas, Jalisco, el 19 de marzo de 1932.
Asistió al Taller Summa, dirigido por su maestro y coterráneo Arturo Rivas Sainz.
Colaboró en las revistas Summa (dirigida por Arturo Rivas Sainz), Esfera, Cuadernos de Literatura, y Juglares y Alarifes, así como en los diarios tapatíos El Occidental y El Informador.
Fue titular de la Dirección de Publicaciones de la Secretaría de Cultura de Jalisco, de 1995 a 2001, durante la gestión del secretario de Cultura Guillermo Schmidhuber de la Mora.

## Premios
- Medalla de Plata Francisco Rojas González, 1971[5]
- Premio del IV Encuentro de Poetas Francisco González León, efectuado en Lagos de Moreno, Jalisco, 2017[6][1]

## Obras
- Erial del cero, 1967.[5]
- Estrellas de la obscura miscelánea, Xilotl, 1969.[5]
- Orfandad de la flor, Colegio Internacional, 1969.[5]
- Coloquio de silencios y otros cuentos, Colegio Internacional, 1971.[5] (Medalla de Plata Francisco Rojas González)
- El velador de espantos (plaquette-fanzine), 1974.
- La eternidad del humo, Dimensión Creativa, 1982.[5]
- La luz bajo la piedra (poesía), Unidad Editorial del Gobierno del Estado de Jalisco (Uned), Guadalajara, 1984,[7] ISBN 9789688321331
- Entre los simulacros y los signos, Consejo Estatal para la Cultura y las Artes (CECA), Guadalajara, 1994.[5]
- El pensar y el sentir ante la muerte (ensayo), 2001.[8]
- La traducción del polvo, Secretaría de Cultura de Jalisco, Guadalajara, 2002, 128 pp.[9][10]
- Escritores jaliscienses, esquemas hermenéuticos, Libros del Arrayán, 2004.
- Oficio de solista y solitario (Antología personal) Literalia Editores/Secretaría de Cultura de Jalisco, Guadalajara, 2004.
- Cerrojos del amor y del misterio (prólogo de Luis Armenta Malpica), Secretaría de  Cultura de Jalisco, Guadalajara, 2009.